# Чолдавар
Чолдава́р (каз. Шалдабар) — станційне селище у складі Меркенського району Жамбильської області Казахстану. Входить до складу сільського округу Андас-батира.
У радянські часи селище називалось Чальдовар.
Населення — 553 особи (2021; 442 у 2009, 542 у 1999, 628 у 1989).